# Ilex mertensii
Ilex mertensii är en järneksväxtart som beskrevs av Carl Maximowicz. Ilex mertensii ingår i släktet järnekar, och familjen järneksväxter. Inga underarter finns listade i Catalogue of Life.